# Saint-Julien-en-Saint-Alban
 Saint-Julien-en-Saint-Alban  là một xã ở tỉnh Ardèche, vùng Auvergne-Rhône-Alpes ở đông nam nước Pháp.